# 圣普列斯特拉韦特尔
圣普列斯特-拉韦特尔（法語：Saint-Priest-la-Vêtre，法語發音：[sɛ̃ pʁijɛ(st) la vɛtʁ]）是法国卢瓦尔省的一个市镇，位于该省西北部，属于蒙布里松区。

## 地理
圣普列斯特-拉韦特尔（45°48'17"N, 3°48'47"E）面积5.17 平方千米，位于法国奥弗涅-罗讷-阿尔卑斯大区卢瓦尔省，该省份为法国中南部省份，北起顺时针与索恩-卢瓦尔省、罗讷省、伊泽尔省、阿尔代什省、上盧瓦爾省、多姆山省和阿列省接壤。
与圣普列斯特-拉韦特尔接壤的市镇（或旧市镇、城区）包括：努瓦雷塔布勒、圣让拉韦特尔、昂宗河畔韦特尔。
圣普列斯特-拉韦特尔的时区为UTC+01:00、UTC+02:00（夏令时）。

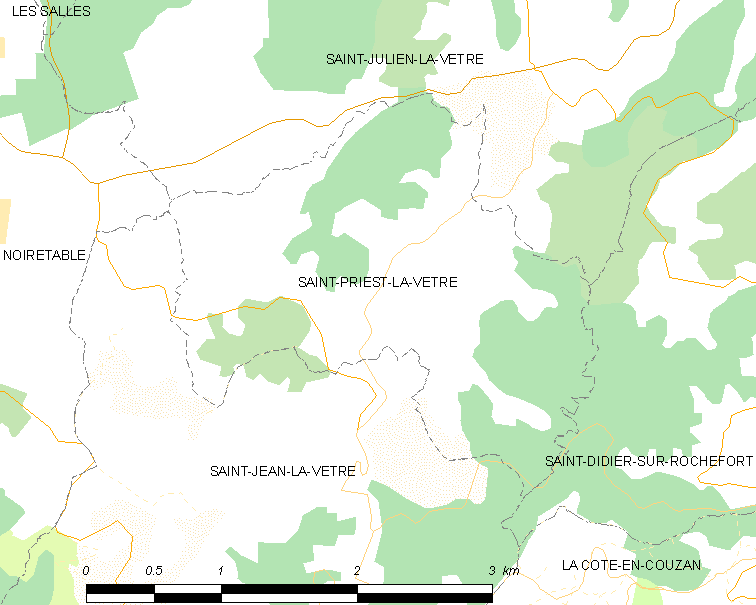
圣普列斯特-拉韦特尔的OSM定位图

## 行政
圣普列斯特-拉韦特尔的邮政编码为42440，INSEE市镇编码为42278。

## 政治
圣普列斯特-拉韦特尔所属的省级选区为利尼翁河畔博安县。

## 交通
卢瓦尔省省道D21线和D38线经过境内。

## 人口

1962-2008年间圣普列斯特-拉韦特尔人口变化图示

圣普列斯特-拉韦特尔于2022年1月1日时的人口数量为141人。